# Harry Goz
Harry G. Goz (Saint Louis, 16 febbraio 1932 – Manhasset, 6 settembre 2003) è stato un attore e doppiatore statunitense.
È noto soprattutto per il suo ruolo di attore nei lungometraggi Il maratoneta e Mammina cara e la miniserie televisiva Kennedy. Inoltre è noto anche ad un pubblico adolescenziale per la sua interpretazione del Capitano Hazel "Hank" Murphy nella serie animata Sealab 2021 di Adult Swim.

## Biografia
Harry Goz è nato a Saint Louis, nel Missouri. Ha una sorella di nome Jane Goz Goodman. Ha sposato Margaret Avsharian, con la quale ha avuto tre figli: Michael, Geoffrey e Melissa, e ha avuto nove nipoti. Il 6 settembre 2003 è deceduto di mieloma multiplo all'età di 71 anni in un ospedale di Manhasset, a New York.

## Carriera
Goz ha debuttato nel 1964 nel musical Bajour di Broadway, con Chita Rivera e Nancy Dussault, entrando come sostituto di Herschel Bernardi. Dal 1966 ha interpretato Tevye nel musical di Broadway Fiddler on the Roof, sempre come sostituto di Bernardi, ricoprendo la parte 112 volte prima di essere assunto ufficialmente nel 1967. Goz ha interpretato il ruolo più di un anno prima che fosse assunto da Jerry Jarrett. Allo stesso tempo, ha ricoperto il ruolo di Tevye in varie produzioni in tutto il paese, inclusa una all'Ahmanson Theatre di Los Angeles nel 1969. In seguito è apparso nel musical Two by Two di Richard Rodgers, interpretando la parte di Shem come sostituto di Danny Kaye. Inoltre è apparso in Chess, per il quale è stato candidato nel 1988 per un Drama Desk Award nella categoria Miglior attore non protagonista in un musical e in commedie come The Prisoner of Second Avenue.
Goz ha fatto numerose apparizioni in serie televisive e film durante la sua carriera. Ha recitato nel ruolo della Grande Mela negli spot televisivi di Fruit of the Loom negli anni '70 e '80. Ha interpretato il dottor Tom Walz in Bill, film per la televisione del 1981. Lo stesso anno, Goz ha interpretato il presidente della Pepsi-Cola e l'ultimo marito di Joan Crawford, Alfred Steele, nell'adattamento cinematografico del libro Mammina cara di Christina Crawford. Nei suoi ultimi anni, Goz è diventato noto a un nuovo pubblico con il suo ruolo di doppiatore del Capitano "Hank" Murphy nella serie animata Sealab 2021 di Adult Swim, su Cartoon Network.

## Filmografia

### Attore

#### Cinema
- Il maratoneta (Marathon Man), regia di John Schlesinger (1976)
- Looking Up, regia di Linda Yellen (1976)
- Mammina cara (Mommie Dearest), regia di Frank Perry (1981)
- Rappin', regia di Joel Silberg (1985)
- Dead Aim, regia di William VanDerKloot (1989)

#### Televisione
- The Tonight Show Starring Johnny Carson – serie TV, 1 episodio (1968)
- The Skitch Henderson Show – serie TV, 1 episodio (1968)
- The Ed Sullivan Show – serie TV, 1 episodio (1969)
- The Merv Griffin Show – serie TV, 2 episodi (1969-1970)
- The David Frost Show – serie TV, 1 episodio (1970)
- Kojak – serie TV, 1 episodio (1976)
- Ai confini della notte (The Edge of Night) – serie TV, 7 episodi (1979)
- Bill, regia di Anthony Page (1981)
- Bill: On His Own, regia di Anthony Page (1983)
- Kennedy – miniserie TV, 7 episodi (1983)
- Un salto nel buio (Tales from the Darkside) – serie TV, episodio 1x19 (1985)
- Oltre la legge - L'informatore (Wiseguy) – serie TV, 5 episodi (1988-1989)
- L.A. Law - Avvocati a Los Angeles (L.A. Law) – serie TV, 1 episodio (1989)
- Rita Hayworth: Dancing Into the Dream, regia di Arthur Barron (1990)
- Darrow, regia di John David Coles (1991)
- Ned and Stacey – serie TV, 12 episodi (1995-1996, 2017)
- Law & Order - I due volti della giustizia (Law & Order) – serie TV, 1 episodio (1998)
- Squadra emergenza (Third Watch) – serie TV, 1 episodio (2000)
- Law & Order - Unità vittime speciali (Law & Order: Special Victims Unit) – serie TV, 1 episodio (2000)

### Doppiatore
- Die Schelme von Schelm, regia di Albert Hanan Kaminski (1995)
- Due topolini e un tesoro (Buster & Chauncey's Silent Night), regia di Buzz Potamkin (1998)
- The Multipath Adventures of Superman – videogioco (1999)
- Sealab 2021 - serie animata, 31 episodi (2000-2003, 2005)

## Doppiatori italiani
Nelle versioni in italiano dei suoi lavori, Harry Goz è stato doppiato da:
- Alessandro Sperlì in Mammina cara
- Dario De Grassi in Law & Order - I due volti della giustizia